# Jimin Oh-Havenith
Jimin Oh-Havenith (* 27. Dezember 1960 in Seoul, Südkorea) ist eine koreanisch-deutsche Pianistin.

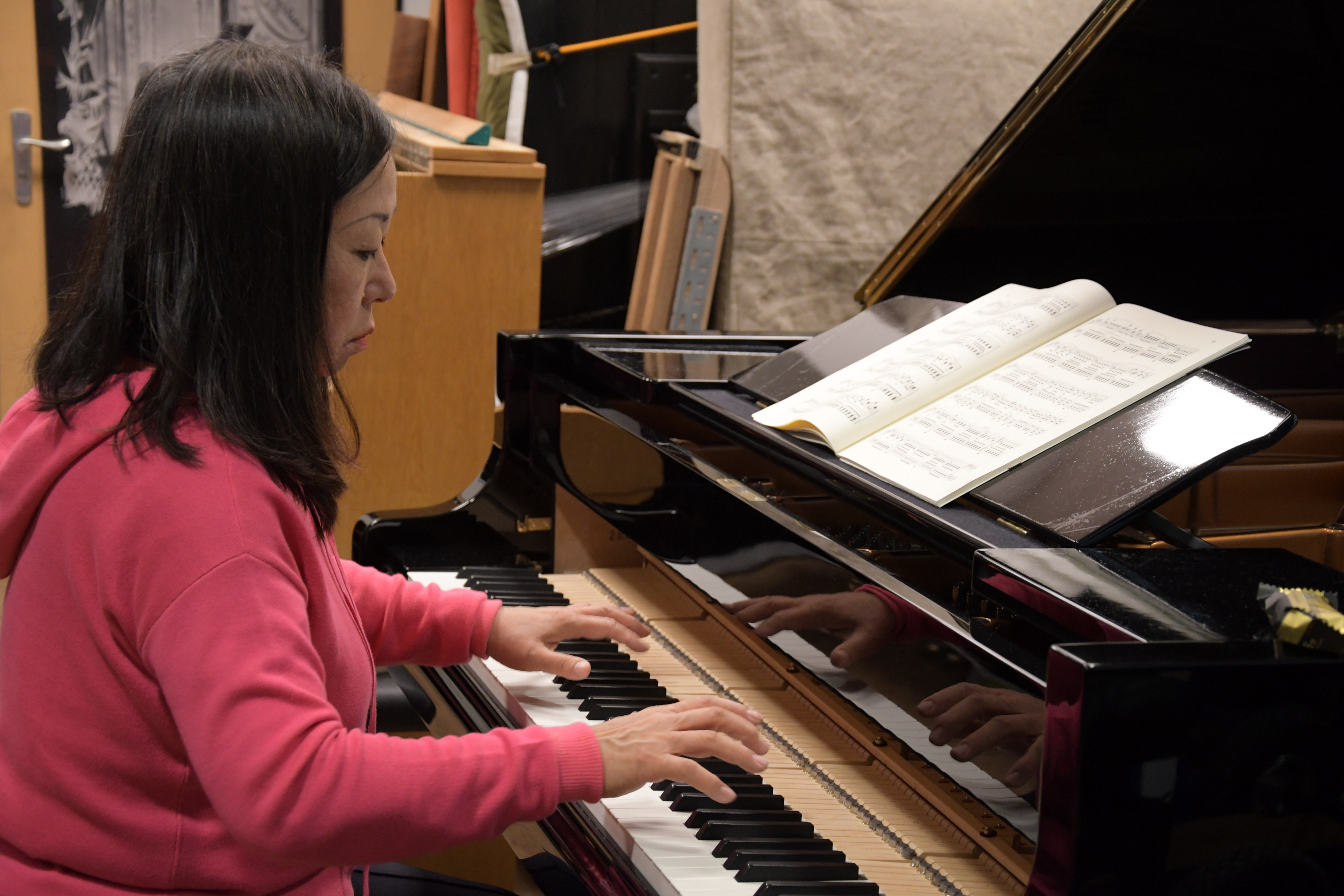
Jimin Oh-Havenith (2020)

## Leben
Sie erhielt ihren ersten Klavierunterricht im Alter von sechs Jahren. Nach dem Besuch der Seouls Arts High School studierte sie Musik an der Seoul National University bei Jin-Woo Chung. 1980 kam sie nach Deutschland und studierte bei Aloys Kontarsky an der Musikhochschule Köln und schloss ihr Studium 1984 mit dem Diplom ab.
Bereits während des Studiums spielte sie Konzerte im In- und Ausland (u. a. Hongkong, Südkorea). Neben ihrer Konzerttätigkeit als Solistin trat sie als Klavierduo mit ihrem damaligen Ehemann, Raymund Havenith († 1993) auf, mit dem sie zahlreiche Rundfunk- (WDR, DLF, NDR, SWF) und Plattenaufnahmen einspielte.
Jimin Oh-Havenith lehrte an der Universität Mainz und der Hochschule für Musik und Darstellende Kunst, Frankfurt am Main. Seit 2013 ist sie wieder als Solistin tätig.

## Diskografie (Auswahl)
- Ulrich Leyendecker: Das Klavierwerk (mit Raymund Havenith). NDR, Musicaphon 1990 / 1999 (CD).
- Edvard Grieg: Klavierwerke von Wolfgang Amadeus Mozart mit frei hinzukomponierter Begleitung eines zweiten Klavieres. Klavierduo mit Raymund Havenith. Hessischer Rundfunk, Frankfurt am Main 1991, Musicaphon 1991, 2013.
- Frédéric Chopin und Louis Moreau Gottschalk: Klavierwerke. Musicaphon 2015.
- Frédéric Chopin, Sonate op. 35 b-moll,  Ludwig van Beethoven, Sonate op. 111 c-moll. Musicaphon 2017.
- Johann Sebastian Bach, Goldberg-Variationen BWV 988. Musicaphon 2019.
- Franz Schubert, Sonate G-Dur D.894, Franz Liszt, Sonate h-moll. Audite 2019.
- Ludwig van Beethoven, Sonate f-moll, op. 57 („Appassionata“), E-Dur, op. 109 und c-moll, op. 111. Audite 2020.
- k[NOW]n Piano: Klaviermusik von Bach bis Pärt. Audite 2021.
- Russian Piano|Forte – Meisterwerke russischer Klaviermusik. Audite 2022.
- Robert Schumann, For Clara – Sonate fis-moll, op. 11, Fantasie C-Dur, op. 17. Audite 2023.
- Robert Schumann, inSANE – Kreisleriana, op. 16, Humoreske, op. 20. Audite 2023.
- Robert Schumann, wild | mild – Carnaval, op. 9,  Davidsbündlertänze, op. 6. Audite 2024 (nominiert für den  International Classical Music Award (ICMA) 2025).